# Посольство Индонезии в России
Посольство Республики Индонезии в Москве (индон. Kedutaan Besar Republik Indonesia di Moskwa) — официальная дипломатическая миссия Индонезии в России, расположена в Москве в Замоскворечье на Новокузнецкой улице. Чрезвычайный и полномочный посол Республики Индонезии в России: Хосе Антонио Морато Таварес (с 2020 года).

## Здание посольства
Посольство занимает два здания начала XX века по Новокузнецкой улице. Первое здание (№ 14) — дом Протопопова-Татищева — построено в 1900-х годах архитектором В. В. Шервудом. В 1911—1913 годах дом был расширен и к нему добавлены хозяйственные постройки (архитектор Густав Гельрих). Усадьба Урусовых (№ 12) построена в 1912 году (архитектор И. И. Рерберг). Оба здания являются памятниками архитектуры.

## Аккредитации
Посольство представляет интересы Индонезии в Российской Федерации и Республике Беларусь.

## Отделы посольства
- Политический отдел
- Экономический отдел
- Отдел информации, социальных вопросов, культуры и образования
- Протокольно-консульский отдел
- Отдел обороны
- Отдел торговли
- Коммуникационный отдел
- Индонезийская школа в Москве

## Послы Индонезии в СССР и России
| - Субандрио (1954—1956) - Ламбертус Никодемус Палар (1956) - Александр Андрис Марамис (1956—1960) - Адам Малик (1960—1964) - Манаи Софиан (1964—1967) - Макс Марамис (1967—1970) - Моэльяди (1970—1972) - Сурьоно Дарусман (1973—1976) - Идрус Насир Джайадининграт (1976—1980) - Мохаммад Чойсин (1980—1985) | - Раден Гандул Сугантьо Кусумодигдо (1985—1988) - Джанвар Марах Джани (1989—1993) - Рахмат Витоэлар (1993—1997) - Тьяджоно (1997—1999) - Джон Арио Катили (1999—2002) - Сусанто Пуджомартоно (2004—2007) - Хамид Авалуддин (2008—2011) - Джаухари Оратмангун (2011—2016) - Мохамад Вахид Суприяди (2016—2020) - Хосе Антонио Морато Таварес (с 2020) |